# Церковь Вознесения Господня (Бурцево)
Церковь Вознесения Господня — православный храм в деревне Бурцево Наро-Фоминского городского округа Московской области. Входит в состав Наро-Фоминского благочиния Одинцовской епархии Русской православной церкви.

## История
Первые сведения о деревянной Тихвинской церкви в Бурцево относятся к 1705 году, но, вполне очевидно, что она существовала и ранее. К 1730 году старый храм совсем обветшал и, на средства Михаила Степановича Аничкова, на его месте было начато строительство нового, Вознесенского.
Храм возводился по образу и подобию Нового собора Донского монастыря под руководством крепостного мастера Никифора Алексеева из деревни Макеево Ярославского уезда. К 1733 году был закончен каменный двухэтажный храм оригинальной архитектуры по образцу соборной церкви в Донском монастыре, что в Москве. На верхнем этаже был устроен придел Вознесения Господня, в нижнем — Тихвинской иконы Божией Матери. В 1788 году был надстроен ещё один ярус колокольни, храм пострадал во время войны 1812 года.
Имеется описание храма 1912 года:
Церковь была окрашена в рыжекрасный цвет, внутри старины нет, все иконостасы переделаны. Верхняя церковь высокая, светлая, веселая, а нижняя темная, здесь старая изразцовая печь.
Рядом с храмом стояли небольшая часовня и здание церковно-приходской школы.
В 1938 году был арестован священник, Владимир Алексеевич Покровский (служивший с 1894 года), после его ареста храм закрыли, а настоятель, 26 февраля того же года был расстрелян на Бутовском полигоне (7 октября 2002 года, постановлением Священного Синода Русской Православной Церкви, причислен к Собору новомучеников Российских). Разграбленное здание церкви использовалось под склад. Возвращён церкви осенью 1999 года, с тех пор действует и находится на реставрации, с 7 января 2000 года совершаются регулярные богослужения.